# Pedres de Jelling
Les pedres Jelling són dues pedres rúniques que es troben a Jelling, que era la localitat era la seu de la reialesa vikinga. La vila actual pertany al municipi Vejle.
Les pedres són davant de l'església de Jelling al costat de dos grans túmuls funeraris. La pedra petita va ser erigida pel rei Gorm el Vell en memòria de la seva esposa, i la grossa pel seu fill Harald Blåtand en memòria dels seus pares i per celebrar la seva conquesta de Dinamarca i Noruega. Aquestes dues pedres s'identifiquen amb el naixement de Dinamarca com a estat nació.
El 1994, van passar a figurar a la llista del Patrimoni de la Humanitat, de la Unesco, així com els túmuls funeraris i l'església on es trobaria sepultat el rei Gorm el Vell de Dinamarca i la seva esposa, Thyra Danebod. Són exemples notables de la transició de Dinamarca del paganisme nòrdic vers el cristianisme.
A més de les d'inscripcions rúniques, una de les pedres, la grossa, presenta en dues de les seves tres cares dibuixos amb una barreja de motius pagans i un Crist.
Després de segles d'estar exposades a les inclemències del temps, han començat a aparèixer esquerdes; el 15 de novembre del 2008, els experts de la UNESCO van examinar les pedres i van demanar que fossin traslladades a l'interior d'una sala o s'habilités algun sistema de protecció in situ per tal de protegir-les. L'Agència danesa del Patrimoni de la Humanitat va decidir mantenir les pedres al seu lloc i protegir-les amb una estructura rectangular de vidre seleccionada entre 157 projectes. Tanmateix, ara cal que el consell de la parròquia de Jelling decideixi si el disseny es porta a terme en la seva forma originària o amb modificacions.

## La pedra petita de Jelling

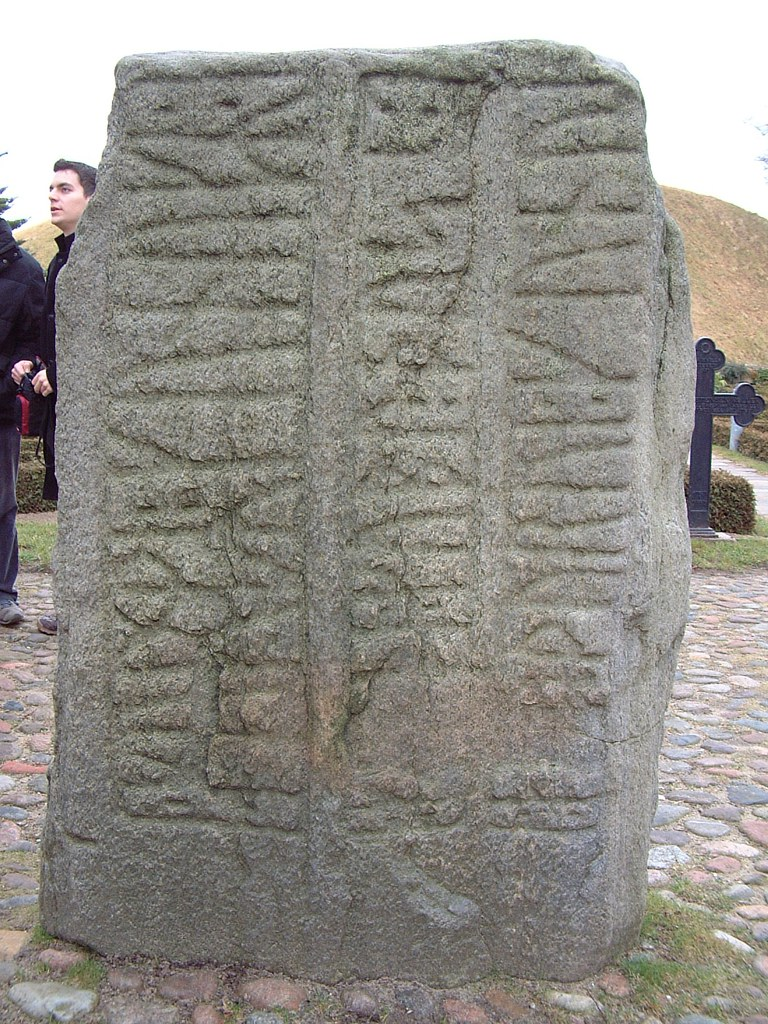
Pedra petita de Jelling

La pedra petita de Jelling (Den Lille Jellingsten) va ser erigida per Gorm el Vell el 955, fa uns 1,2 metres d'alçada i és de granit.
En una de les cares hi ha la inscripció:
ᚴᚢᚱᛘᛦ ᛬ ᚴᚢᚾᚢᚴᛦ ᛬

᛬ ᚴ(ᛅᚱ)ᚦᛁ ᛬ ᚴᚢᛒᛚ ᛬ ᚦᚢᛋᛁ ᛬

᛬ ᛅ(ᚠᛏ) ᛬ ᚦᚢᚱᚢᛁ ᛬ ᚴᚢᚾᚢ
I a l'altra:
᛬ ᛋᛁᚾᛅ ᛬ ᛏᛅᚾᛘᛅᚱᚴᛅᛦ ᛬ ᛒᚢᛏ ᛬
La transcripció seria:
: kurmR : kunukR :

᛬ k(ar)þi : kubl : þusi :

᛬ a(ft) : þurui : kunu

El rei Gorm va fer aquest monument en memòria de Thyra, la seva esposa.
᛬ sina ᛬ tanmarkaR ᛬ but ᛬

Dinamarca ornament

## La pedra grossa de Jelling

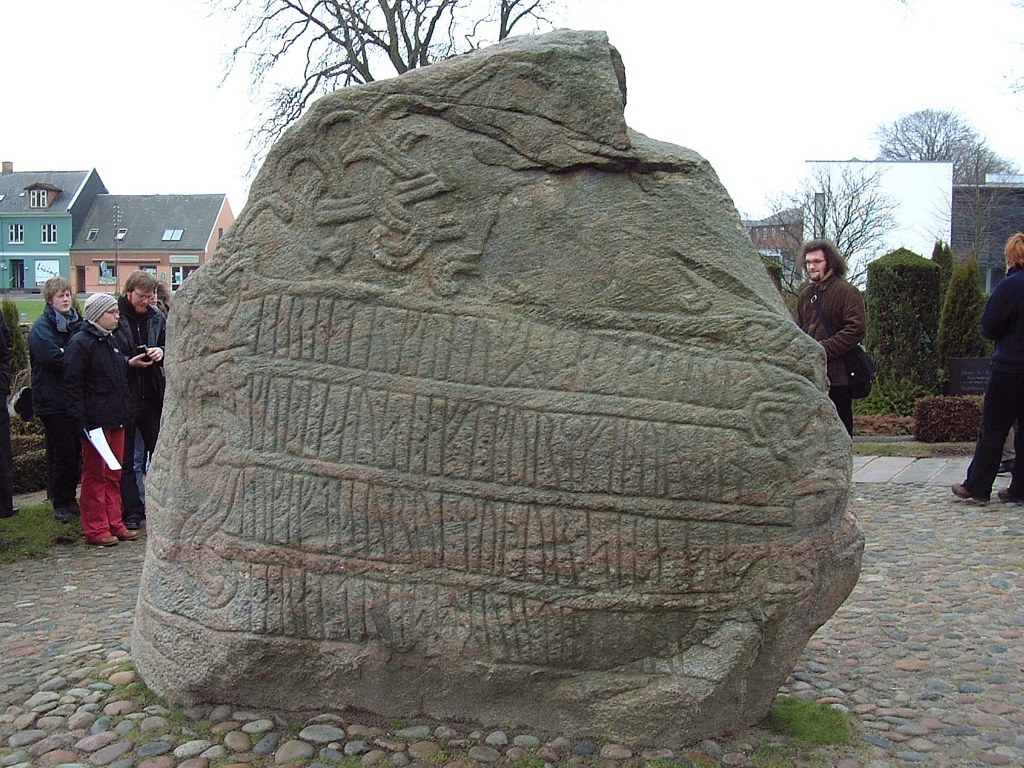
Les inscripcions de la pedra grossa

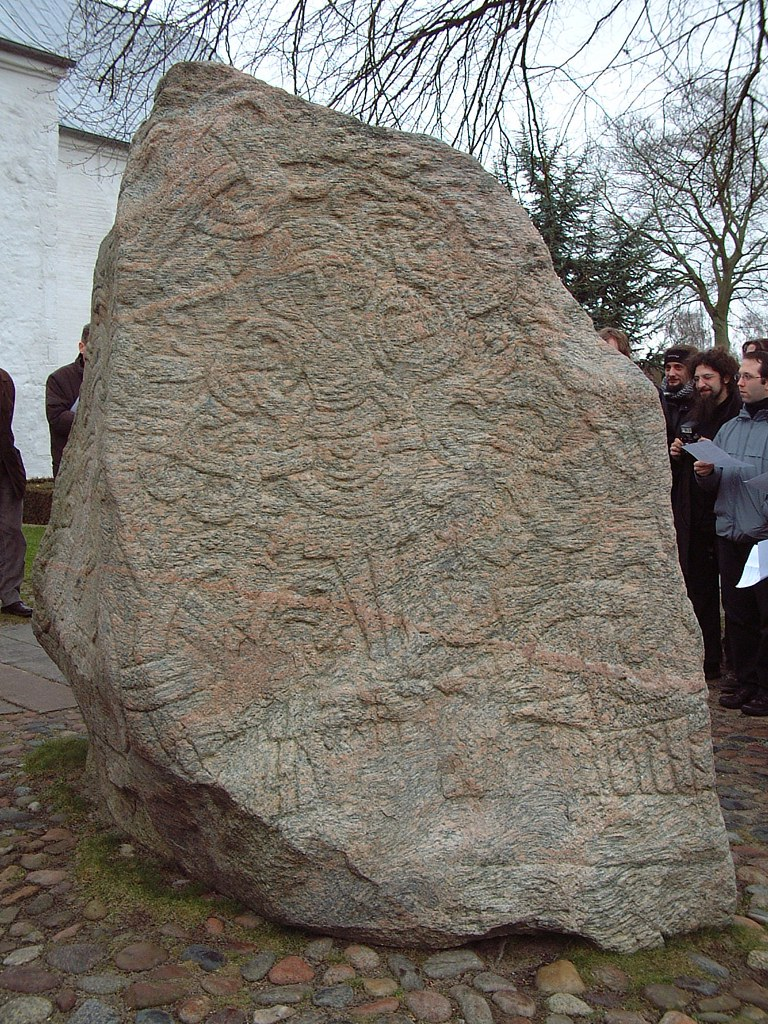
Representació de Crist a la pedra grossa

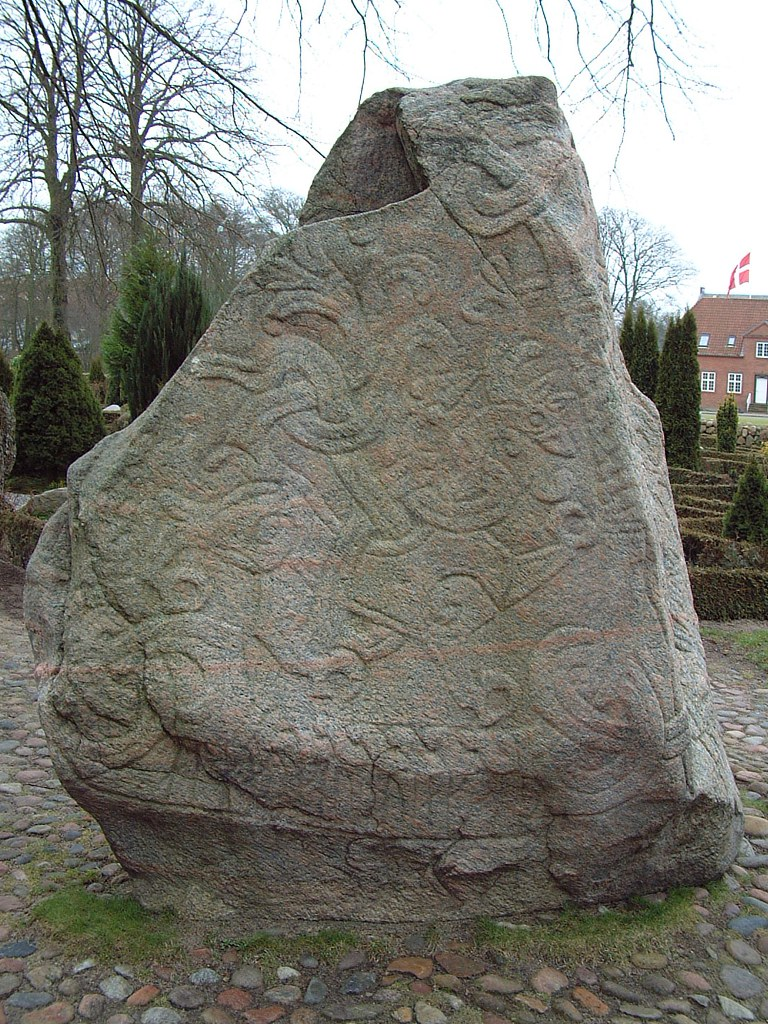
Figures d'animals a la pedra grossa

La pedra grossa de Jelling (Den Store Jellingsten) va ser erigida el 965 pel rei Harald Blåtand. Aquesta pedra fa 2,43 metres d'alçària i pesa unes 10 tones. Els estudis han demostrat que les runes es van inscriure en tres moments diferents i la part de la conversió al cristianisme dels danesos es va afegir més tard.
La pedra presenta la següent inscripció rúnica:
La transcripció seria:
ᚼᛅᚱᛅᛚᛏᚱ᛬ᚴᚢᚾᚢᚴᛦ᛬ᛒᛅᚦ᛬ᚴᛅᚢᚱᚢᛅ

haraltr:kunukʀ:baþ:kaurua

El rei Harald manà fer
ᚴᚢᛒᛚ᛬ᚦᛅᚢᛋᛁ᛬ᛅᚠᛏ᛬ᚴᚢᚱᛘ ᚠᛅᚦᚢᚱ ᛋᛁᚾ

kubl:þausi:aft:kurm faþur sin

aquestes esteles per Gorm, son pare
ᛅᚢᚴ ᛅᚠᛏ᛬ᚦᚨᚢᚱᚢᛁ᛬ᛘᚢᚦᚢᚱ᛬ᛋᛁᚾᛅ᛬ᛋᛅ

auk aft:þąurui:muþur:sina:sa

i per Thyra, sa mare
ᚼᛅᚱᛅᛚᛏᚱ ᛁᛅᛋ᛬ᛋ<ᚨ>ᛦ᛫ᚢᛅᚾ᛫ᛏᛅᚾᛘᛅᚢᚱᚴ

haraltr ias:s<ą>ʀ·uan·tanmaurk

Harald conquistà Dinamarca
ᛅᛚᛅ᛫ᛅᚢᚴ᛫ᚾᚢᚱᚢᛁᛅᚴ

ala·auk·nuruiak

sencera i Noruega
᛫ᛅᚢᚴ᛫ᛏᛅᚾᛁ᛫<ᚴᛅᚱᚦᛁ᛫>ᚴᚱᛁᛋᛏᚾᚨ

·auk·tani·<karþi·>kristną

i convertí els danesos en cristians